# أوبن دي سويد فارجاردا - سباق الطريق 2017
أوبن دي سويد فارجاردا - سباق الطريق 2017 هو سباق دراجات هوائية، وهو الموسم رقم 12 من أوبن دي سويد فارجاردا - سباق الطريق، وأقيم في 13 أغسطس 2017 ضمن سباقات طواف العالم للدراجات للسيدات 2017، وشارك فيه 139 متسابقاً ووصل إلى نهايته 108 متسابقاً.
فاز بالمركز الأول لوتا ليبيستو، وبالمركز الثاني ماريان فوس، وبالمركز الثالث ليا كيرشمان.

## الفرق
| فرق سيدات محترفة (20)- يو أي أيه تيم ‏ - بيبينك ‏ - إس دي وركس ‏ - BTC City Ljubljana ‏ - كانيون–إس آر إيه إم ‏ - Équipe Paule Ka ‏ - Cylance Pro Cycling (women's team) ‏ - دروبز 2017 ‏ - FDJ–Suez ‏ - هايتك بوردكتس 2017 ‏ - لاريس واوودلز للسيدات 2017 ‏ - Lensworld–Kuota ‏ - لوتو سودال للسيدات 2017 ‏ - Liv AlUla Jayco ‏ - Servetto–Makhymo–Beltrami TSA ‏ - Experza–Footlogix Ladies Cycling Team ‏ - فريق سنويب للسيدات 2017 ‏ - Team Virtu Cycling Women ‏ - Wiggle High5 Pro Cycling ‏ - ليف ريسينغ ‏ فرق وطنية (3)- فريق أستراليا لركوب الدراجات للسيدات 2017‏ - فريق النرويج لركوب الدراجات للسيدات 2017 ‏ - فريق السويد لركوب الدراجات للسيدات 2017‏ |  |
| |  |

## التصنيف العام النهائي
| التصنيف العام         | التصنيف العام           | التصنيف العام | التصنيف العام                       | التصنيف العام |
| العداء                | العداء                  | البلد         | الفريق                              | الوقت         |
| --------------------- | ----------------------- | ------------- | ----------------------------------- | ------------- |
| 1                     | Lotta Lepistö           | فنلندا        | Équipe Paule Ka ‏                    | 3 س 29 د 54 ث |
| 2                     | ماريان فوس              | هولندا        | ليف ريسينغ ‏                         | + 0 ث         |
| 3                     | ليا كيرشمان             | كندا          | فريق سنويب للسيدات ‏                 | + 0 ث         |
| 4                     | كريستين ماجروس          | لوكسمبورغ     | إس دي وركس ‏                         | + 0 ث         |
| 5                     | Ellen van Dijk          | هولندا        | فريق سنويب للسيدات ‏                 | + 0 ث         |
| 6                     | كلو هوسكينغ             | أستراليا      | يو أي أيه تيم ‏                      | + 0 ث         |
| 7                     | مارتا باستيانيلي        | إيطاليا       | يو أي أيه تيم ‏                      | + 0 ث         |
| 8                     | إميليا فهلين            | السويد        | Wiggle High5 Pro Cycling ‏           | + 0 ث         |
| 9                     | ماريا جوليا كونفالونيري | إيطاليا       | Lensworld–Kuota ‏                    | + 0 ث         |
| 10                    | كيرستن وايلد            | هولندا        | Cylance Pro Cycling (women's team) ‏ | + 0 ث         |
| مصدر: ProCyclingStats |                         |               |                                     |               |

## وصلات خارجية
- الموقع الرسمي
- لمحة عن سباق أوبن دي سويد فارجاردا - سباق الطريق 2017 على موقع  ProCyclingStats   (برو  سايكلنج  ستاتس) - إحصاءات  محترفي  الدراجات.
- أوبن دي سويد فارجاردا - سباق الطريق 2017 على موقع إحصائيات الدراجات الإحترافية (الإنجليزية)